# Ceratium gracile
Ceratium gracile is een soort in de taxonomische indeling van de Myzozoa, een stam van microscopische parasitaire dieren. Het organisme komt uit het geslacht Ceratium en behoort tot de familie Ceratiaceae. Ceratium gracile werd in 1905 ontdekt door Pavillard.